# Bernhard Salin

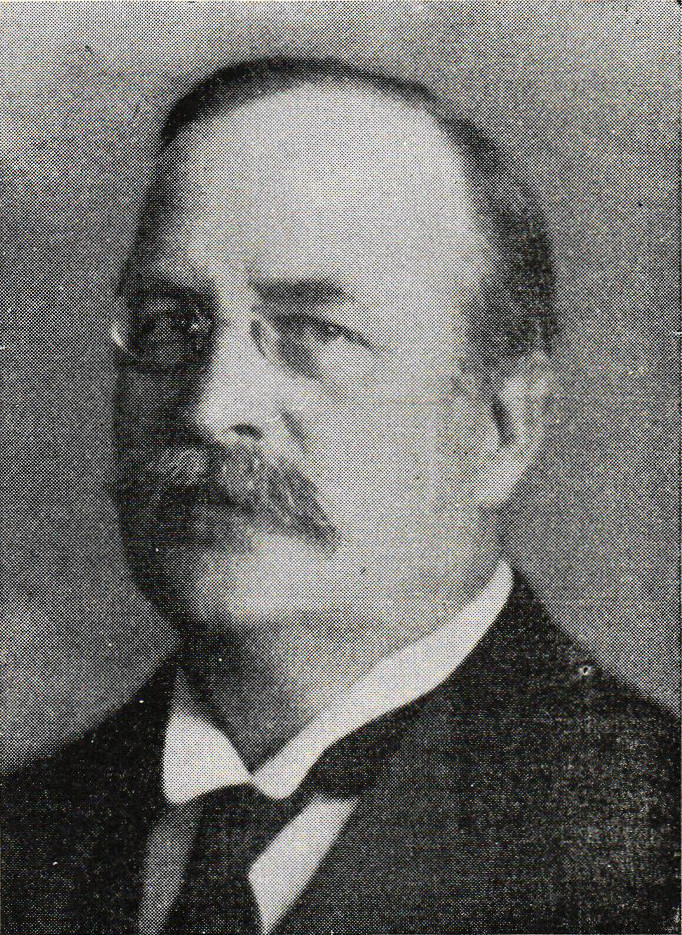
Bernhard Salin

Carl Bernhard Salin (* 14. Januar 1861 in Örebro; † 29. Oktober 1931 in Stockholm) war ein schwedischer Archäologe und Museumsleiter.

## Leben
Von 1905 bis 1913 war Salin Leiter des Nordiska Museet und von 1905 bis 1912 ebenfalls Leiter des Freilichtmuseums Skansen in Stockholm. 1913 wurde er zum Reichskonservator berufen und war damit gleichzeitig Leiter des Staatlichen historischen Museums. Als Archäologe leitete er 1915 die Ausgrabungen in Siretorp in Blekinge. International hohes Ansehen erlangte Bernhard Salin durch seine Arbeiten zur Ornamentik der germanischen Tierstile.
Sein Bruder war der Architekt Kasper Salin (1856–1919), sein Halbbruder der Gynäkologe Mauritz Salin (1851–1927) am Karolinska Institutet.

## Veröffentlichungen (Auswahl)
- Ur djur- och växtmotivens utvecklingshistoria. Studier i ornamentik. Hæggström, Stockholm 1890, (Digitalisat).
- Altarprydnaden från Broddetorps kyrka. In: Svenska fornminnesföreningens tidskrift. Band 8, Nummer 1, 1891, ISSN 0283-2496, S. 24–52, urn:nbn:se:raa:diva-4918.
- Fornminnen i Uppland undersökta sommaren 1890. In: Kongl. Vitterhets Historie och Antiqvitets Akademiens Månadsblad. Nummer 223–225, 1890, ZDB-ID 207889-2, S. 100–115.
- Fynd från Djurgårdsäng, Vestergötland. In: Kongl. Vitterhets Historie och Antiqvitets Akademiens Månadsblad. Nummer 241–243, 1892, S. 10–20.
- Brakteatfynd från Vestergötland. In: Kongl. Vitterhets Historie och Antiqvitets Akademiens Månadsblad. Nummer 241–243, 1892, S. 38–40.
- De nordiska guldbrakteaterna. Några bidrag till kännedomen om brakteaternas utbredning och kulturhistoriska betydelse. En arkeologisk studie. In: Antikvarisk tidskrift för Sverige. Teil 14, Nummer 2, ZDB-ID 204366-X, 1895, getrennte Zählung, (Digitalisat).
- Våra minnen från hednatiden. Beijer, Stockholm 1896.
- Några tidiga former af germanska fornsaker i England. In: Kongl. Vitterhets Historie och Antiqvitets Akademiens Månadsblad. Nummer 265–276, 1894, S. 23–38.
- Fynd från Finjasjöns strand, Skåne. In: Kongl. Vitterhets Historie och Antiqvitets Akademiens Månadsblad. Nummer 265–276, 1894, S. 84–106.
- Undersökningar å Selaön sommaren 1893. In: Kongl. Vitterhets Historie och Antiqvitets Akademiens Månadsblad. Nummer 277–288, 1895, S. 68–81.
- Ett jernåldersfynd från Uppland. In: Kongl. Vitterhets Historie och Antiqvitets Akademiens Månadsblad. Nummer 289–300, 1896, S. 28–47.
- mit Oscar Almgren, Sune Ambrosiani (Hrsg.): Studier tillägnade Oscar Montelius 1903 af lärjungar. Norstedt & söner, Stockholm 1903.
- Die altgermanische Thierornamentik. Typologische Studie über germanische Metallgegenstände aus dem IV. bis IX. Jahrhundert. Nebst einer Studie über irische Ornamentik. Beckmann, Stockholm 1904 (openlibrary.org).
- Studier i ornamentik. In: Antikvarisk tidskrift för Sverige. Teil 11, Nummer 1, 1905, getrennte Zählung, (Digitalisat).
- Hjulstenen vid Gravsjön. Ett hitintills obeaktat fornminne. In: Sveriges natur. 1921, S. 43–50, (online).
- Minnesteckning över Oscar Montelius (= Kungl. Vitterhets Historie och Antikvitets Akademiens handlingar. 34, 1 = Folge 3, 1, 1). Almquist & Wiksell, Uppsala 1922.